# Min Hyo-rin
Jung Eun-ran (em hangul: 정은란; hanja: Jeong Eun-ran; rr: Chŏng Ŭn-lan; nascida em 5 de fevereiro de 1986), mais conhecida pelo seu nome artístico Min Hyo-rin (hangul: 민효린), é uma atriz, cantora e modelo sul-coreana.

## Carreira
Nascida em Daegu como Jung Eun-ran, ela adotou o nome artístico de Min Hyo-rin quando começou a modelar para a marca de roupas Flapper em 2006. Hyo-rin apareceu em diversos vídeos musicais para Park Ki-young e a banda F.T. Island. Antes de sua estreia como cantora, grandes cartazes foram exibidos em diversos pontos de Seul para promovê-la. Em 2007, seu álbum RinZ foi lançado e o single "Touch Me" foi lançado em 2008. Em 2009, fez sua estreia como atriz no drama Triple, ao lado de Lee Jung-jae e Song Joong-ki.

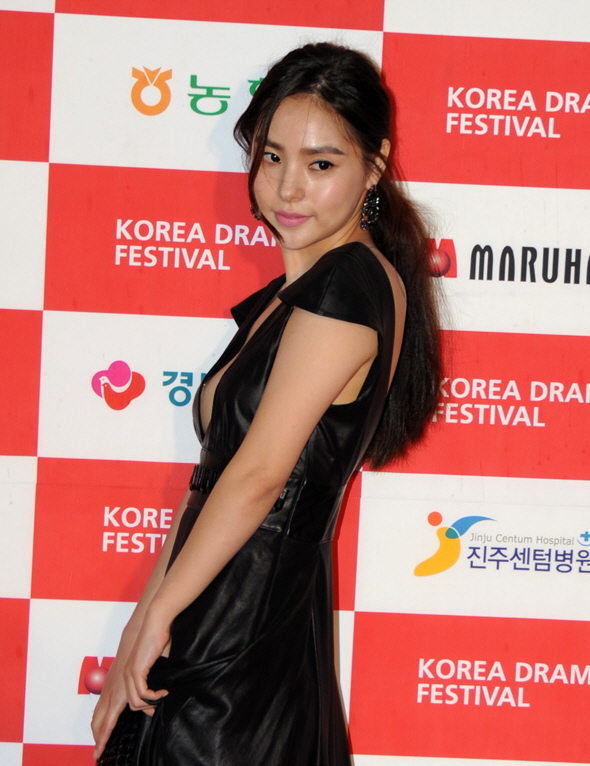
Min Hyo-rin no Korea Drama Festival de 2010.

Em 2010, foi a atriz principal da web série adaptada da novela The Romantic Movement de Alain de Botton, com quatro diretores diferentes em cada um dos quatro curta-metragens com gravações em várias locações de Seul.Ela foi emparelhada com o cantor Seven no reality show Fox's Butler, e apresentou a sexta temporada do programa Trend Report Feel da Mnet de 2010 a 2011. Em 2011, ela e Choi Daniel estrelaram Age of Milk, um curta-metragem que foi filmado usando um smartphone Samsung Galaxy S e exibido no canal a cabo OCN. Mais tarde naquele ano, ela fez parte da série de televisão Romance Town com Sung Yu-ri e Kim Min-joon, e apareceu no vídeo musical de Song Jieun "Going Crazy".
Após fazer parte do elenco do filme Sunny junto com Shim Eun-kyung e Kang So-ra, Min Hyo-rin atuou como um interesse romântico de Cha Tae-hyun na comédia The Grand Heist de 2012. Ambos foram grandes sucessos de bilheteria. No mesmo ano, co-estrelou com Jo Sung-ha e Park Jin-young o filme A Millionaire on the Run (também conhecido como Five Million Dollar Man), e posteriormente o filme Twenty.
Em 2016, tornou-se membro regular do elenco do programa Sister's Slam Dunk da KBS, em sua primeira temporada. Posteriormente em março de 2017, tornou-se contratada da Plum Entertainment, após seu contrato com a JYP Entertainment se encerrar.

## Vida pessoal
Em 2013 iniciou um relacionamento com Taeyang, cantor e membro do grupo masculino BIGBANG. Em dezembro de 2017, através de suas respectivas agências, ambos anunciaram oficialmente seu casamento, que ocorreu em 3 de fevereiro de 2018, em uma cerimônia privada.

## Filmografia

### Filmes
| Ano  | Título                       | Papel                 | Notas                 |
| ---- | ---------------------------- | --------------------- | --------------------- |
| 2011 | Age of Milk (curta-metragem) | Jin                   | também exibido na OCN |
| 2011 | Sunny                        | Jung Soo-ji           |                       |
| 2012 | The Grand Heist              | Baek Soo-ryun         |                       |
| 2012 | A Millionaire on the Run     | Mi-ri                 |                       |
| 2015 | Twenty                       | Jin-joo               |                       |
| 2016 | Was Will                     | garota do ano de 2116 | Mocumentário          |
| 2018 | Uhm Bok-dong                 |                       |                       |

### Televisão
| Ano  | Título                     | Papel        | Rede | Notas                      |
| ---- | -------------------------- | ------------ | ---- | -------------------------- |
| 2009 | Triple                     | Lee Ha-ru    | MBC  |                            |
| 2010 | Dr. Champ                  | Nurse        | SBS  | participação (Episódio 16) |
| 2011 | Romance Town               | Jung Da-kyum | KBS2 |                            |
| 2015 | Persevere, Goo Hae Ra      | Goo Hae Ra   | Mnet |                            |
| 2017 | Individualist Ms. Ji Young | ji-young     | KBS2 | participação (Episódio 2)  |

### Web series
| Ano  | Título                       | Papel | Notas                                                  |
| ---- | ---------------------------- | ----- | ------------------------------------------------------ |
| 2010 | The Romantic Movement: Seoul | Alice | My Bloody Valentine My Sweet Blanket The Tarot Players |

### Programas de variedades
| Ano       | Título              | Função           | Rede | Episódio     |
| --------- | ------------------- | ---------------- | ---- | ------------ |
| 2010      | Fox's Butler        | membro do elenco | MBC  |              |
| 2010-2011 | Trend Report Feel 6 | apresentadora    | Mnet |              |
| 2013      | Running Man         | convidada        | SBS  | Episódio 138 |
| 2016      | Sister's Slam Dunk  | membro do elenco | KBS  |              |
| 2016      | Radio Star          | convidada        | MBC  | Episódio 477 |

### Aparições em vídeos musicais
| Ano  | Título da canção                              | Artista                        |
| ---- | --------------------------------------------- | ------------------------------ |
| 2006 | "Because of You"                              | Park Ki-young                  |
| 2007 | "A Man's First Love Follows Him to the Grave" | F.T. Island                    |
| 2007 | "Only One Person"                             | F.T. Island                    |
| 2007 | "Men Are... Also Helpless"                    | Evan                           |
| 2008 | "Energy"                                      | Mighty Mouth feat. Sunye       |
| 2010 | "More and More"                               | Jo Sungmo feat. Electroboyz    |
| 2011 | "Going Crazy"                                 | Song Jieun feat. Bang Yong-guk |
| 2014 | "Eyes, Nose, Lips"                            | Taeyang                        |
| 2014 | "1AM"                                         | Taeyang                        |
| 2014 | "Feel"                                        | Lee Jun-ho (2PM)               |
| 2016 | "Shut Up"                                     | Unnies                         |

## Discografia
| Álbum (informações)                                                                                                 | Lista de faixas                                                                               |
| --- | --------------------------------------------------------------------------------------------- |
| RinZ: Min-Hyo-rin First Album - Álbum - Lançamento: 16 de maio de 2007 - Gravadora: Star Fox & Yedang Entertainment | Lista de faixas 1. Stars 2. 기다려 늑대 3. 그립습니다 4. Stars (Inst.) 5. 기다려 늑대 (Inst.) |
| Touch Me - Single - Lançamento: 14 de março de 2008 - Gravadora: Star Fox & Yedang Entertainment                    | Lista de faixas 1. Touch me 2. Touch me (Inst.)                                               |

## Prêmios e indicações
| Ano  | Prêmio                                            | Categoria                                  | Trabalho indicado  | Resultado |
| ---- | ------------------------------------------------- | ------------------------------------------ | ------------------ | --------- |
| 2007 | 9th Mnet KM Music Festival                        | Melhor Novo Artista                        | "Stars"            | Indicado  |
| 2009 | MBC Drama Awards                                  | Melhor Nova Atriz                          | Triple             | Indicado  |
| 2011 | 19th Korean Culture & Entertainment Awards        | Melhor Nova Atriz (Filme)                  | Sunny              | Venceu    |
| 2011 | KBS Drama Awards                                  | Melhor Atriz Coadjuvante                   | Romance Town       | Indicado  |
| 2012 | 16th Puchon International Fantastic Film Festival | Prêmio Fantasia                            | —                  | Venceu    |
| 2012 | 49th Grand Bell Awards                            | Prêmio Fotogenia                           | —                  | Venceu    |
| 2016 | 15th KBS Entertainment Awards                     | Prêmio de Melhor Recém Chegado (Variedade) | Sister's Slam Dunk | Venceu    |
| 2017 | 2nd Asia Artist Awards                            | Prêmio de Seleção                          | The Happy Loner    | Venceu    |